# Glory Days (Bruce Springsteen)
Glory Days è un singolo di Bruce Springsteen, pubblicato il 13 marzo 1985 come quinto singolo estratto dall'album Born in the U.S.A..
Il singolo, che conteneva sul lato B il brano Stand on It, raggiunse la quinta posizione nella classifica Billboard Hot 100.